# Reading Football Club
Il Reading Football Club, noto semplicemente come Reading, è una società calcistica inglese con sede nella città di Reading (Berkshire), militante in Football League One (terza divisione inglese).
Fondato nel 1871, il club è uno dei più antichi d'Inghilterra, ma si unì alla Football League soltanto nel 1920. Dal 1896 al 1998 ha disputato le proprie partite casalinghe all'Elm Park, mentre dal 1999 gioca al Madejski Stadium.
I calciatori del Reading sono soprannominati The Royals (in italiano I Reali).

## Storia

### Gli inizi
Il club fu fondato il 25 dicembre 1871. I giocatori, detti dapprima The Biscuitmen (I Biscottieri) dall'azienda di biscotti Huntley & Palmers (che aveva la sua sede in città), negli anni settanta furono soprannominati The Royals (I Reali), dalla collocazione geografica di Reading, nella Contea Reale di Berkshire. L'attuale mascotte della squadra è un leone chiamato Kingsley Royal.
Nel 1913 il Reading, invitato dal Genoa, fu protagonista di una tournée italiana durante la quale batté lo stesso Genoa (la squadra italiana più blasonata dell'epoca), la Pro Vercelli campione d'Italia, il Milan per 5-0, spingendo il Corriere della Sera a scrivere: "senza dubbio, il Reading FC è la squadra più forte tra le straniere viste in Italia" nonostante l'unica sconfitta, a sorpresa, contro il Casale. Il Reading concluse la tournée con una vittoria per 2-0 sulla Nazionale italiana e fu invitato a partecipare anche l'anno successivo, anche se non ci sono documenti che attestino la disputa del torneo, il che fa presupporre che sia stato cancellato per via dell'imminenza della prima guerra mondiale, in cui morirono molti calciatori del Reading, tra cui Alan Foster, che aveva realizzato una doppietta nella partita contro il Milan e che fu ucciso sul campo di battaglia.
Per la quasi totalità della sua storia il Reading ha militato con diverse fortune nelle serie minori del calcio inglese, ottenendo la sua prima promozione nella seconda serie del calcio nazionale solo nel 1986. Per il successivo ventennio, la squadra si è assestata fra la seconda e la terza serie, con risultati più o meno favorevoli a seconda delle annate (da segnalare una finale per la promozione in Premier League, fino ad allora il punto più alto raggiunto dal club, persa solo ai supplementari contro il Bolton nel 1995).

### Prima promozione in Premier League (2006)
Nella stagione 2005-2006 il Reading conquistò la sua prima storica promozione in Premier League, arrivata il 25 marzo 2006 con il più largo anticipo sulla fine del campionato dal dopoguerra: la squadra totalizzò infatti 106 punti in Football League Championship (record per un torneo professionistico inglese), uscendo sconfitta soltanto in due incontri su 46 disputati e rimanendo imbattuta per 33 turni, con un totale di 99 gol segnati nell'arco del campionato.
Il 19 agosto 2006 il Reading fece il suo esordio in Premier League, sconfiggendo sul proprio campo il Middlesbrough per 3-2 dopo essere andato sotto di due reti. Il 1º gennaio 2007, in seguito alla vittoria per 6-0 contro il West Ham al Madjeski Stadium, i Royals conseguirono due primati in massima serie: la prima accoppiata di successi tra andata e ritorno contro una stessa squadra e la vittoria con il più ampio margine di gol. La formazione di Steve Coppell concluse l'annata con un ottimo 8º posto, uno dei migliori risultati di sempre per una squadra all'esordio nella massima divisione, terminando il campionato a quota 55 punti, fallendo di una sola lunghezza la qualificazione alla Coppa UEFA, a causa del pareggio contro il Blackburn (3-3) maturato all'ultima giornata. La società rinunciò poi a partecipare alla Coppa Intertoto, nonostante ne avesse acquisito il diritto, per motivi economici ed organizzativi.
La stagione 2007-2008 si rivelò invece decisamente più complicata per il Reading, costantemente coinvolto nella lotta per la salvezza. All'ultima giornata i Royals sconfissero per 4-0 il Derby County, ma non riuscirono ad evitare la retrocessione in Football League Championship (seconda divisione inglese) a causa della vittoria esterna del Fulham contro il Portsmouth.

### Anni recenti
Nella stagione 2008-2009 il Reading si classificò al 4º posto in Football League Championship, qualificandosi così per i play-off, dove venne però eliminato dal Burnley in semifinale. Al termine dell'annata l'allenatore Steve Coppell annunciò le proprie dimissioni dopo sei stagioni alla guida dei Royals; al suo posto arrivò il nordirlandese Brendan Rodgers.
Il 17 aprile 2012 la squadra riconquistò la Premier League dopo quattro anni di assenza, grazie alla vittoria per 1-0 contro il Nottingham Forest al Madjeski Stadium. Quattro giorni più tardi arrivò anche la conquista del titolo di categoria, ottenuto in seguito al pareggio per 2-2 contro il Crystal Palace.
La stagione 2012-2013 si rivelò molto complicata per il Reading, rimasto invischiato nella parte più bassa della classifica per tutta la durata del campionato. Alla terzultima giornata, con il pareggio casalingo per 0-0 contro il QPR, la squadra retrocesse nuovamente in seconda divisione. Da allora, la squadra milita con alterne fortune in Football League Championship, e ha sfiorato una nuova promozione nella stagione 2016-2017, classificandosi terza al termine della stagione regolare e perdendo solo ai rigori la finale dei play-off promozione contro l'Huddersfield Town.

## Palmarès

### Competizioni nazionali
- Campionato inglese di seconda divisione: 2

2005-2006, 2011-2012
- Football League One: 3

1925-1926, 1985-1986, 1993-1994
- Campionato inglese di quarta divisione: 1

1970-1971, 1978-1979
- Full Members Cup: 1

1987-1988
- Football League Third Division South Cup: 1

1938
- London War Cup: 1

1941

## Tifoseria
Secondo un sondaggio condotto in Inghilterra su 5.000 tifosi di ogni squadra, i sostenitori del Reading (onorando anche il loro soprannome, The Royals) sono quelli dotati di maggior classe e stile fra tutti i tifosi inglesi. Dal sondaggio è emerso che amano il buon vino e le serate a teatro, sono soliti fare vacanze culturali in Europa e sono quelli che hanno meno skinheads fra le loro file.

### Gemellaggi e rivalità
La rivalità tradizionalmente più sentita dai tifosi Royals era quella con l'Aldershot Football Club, ormai però quasi dimenticata a causa del fallimento di quest'ultima compagine nel 1992. In tempi più recenti, si è assistito alla nascita di una inimicizia nei confronti dello Swindon Town, sebbene questo sentimento non sia ricambiato.

## Statistiche e record

### Nazionali
- Più lunga sequenza di vittorie in campionato all'inizio della stagione: 13 vittorie nel 1985-1986.
- Più lungo periodo a rete inviolata in campionato: 1103 minuti, oltre 11 gare tra il 24 marzo 1979 e il 18 agosto 1979 (Steve Death era il portiere in queste 11 gare)
- Prima squadra iscrittasi in Football League tra il 1920 ed il 1922 a mettere a segno 5000 gol in campionato. Adie Williams segnò il 5000° gol contro il Wycombe nel settembre 2000 ma, a causa di un errore di calcolo, il certificato andò a Darius Henderson, che segnò il 5001°
- Più lunga sequenza di risultati utili in una singola stagione nella seconda divisione del calcio inglese: 33 gare (Coca-Cola Championship 2005-2006)
- Maggior numero di punti in una singola stagione in qualsiasi lega professionistica inglese: 106 punti (Coca-Cola Championship 2005-2006)[15]

### Societari
- Miglior vittoria in campionato: 10-2 al Crystal Palace, 4 settembre 1946, Third Division
- Miglior vittoria in coppa: 11-0 al Chesham Generals, 17 novembre 1901, quarto turno della FA Cup.
- Peggior sconfitta: 18-0 dal Preston North End, 27 gennaio 1894, primo turno della FA Cup
- Record di presenze in nazionale (mentre era al Reading): Jimmy Quinn (17 presenze con l'Irlanda del Nord)
- Record di presenze in campionato: Martin Hicks (500, tra il 1978 e il 1991)
- Record di gol in campionato: Ronnie Blackman (158, tra il 1947 e il 1954)
- Record di gol in una stagione: Ronnie Blackman (39, nel 1951-1952)
- Cifra più alta pagata per un giocatore: Cifra segreta (circa £2.25 milioni) per Greg Halford dal Colchester United il 30 gennaio 2007
- Cifra più alta ricevuta per un giocatore: £2.5 milioni (poteva salire a £3milioni) per Greg Halford al Sunderland l'11 giugno 2007

## Organico

### Rosa 2024-2025
Aggiornata al 16 dicembre 2024.
| N. |                        | Ruolo | Calciatore           |
| -- | ---------------------- | ----- | -------------------- |
| 1  | Inghilterra (bandiera) | P     | David Button         |
| 2  | Ghana (bandiera)       | D     | Kelvin Abrefa        |
| 3  | Montserrat (bandiera)  | D     | Jeriel Dorsett       |
| 4  | Camerun (bandiera)     | D     | Ben Elliott          |
| 5  | Scozia (bandiera)      | D     | Michael Craig        |
| 6  | Inghilterra (bandiera) | D     | Harlee Dean          |
| 7  | Inghilterra (bandiera) | A     | Harvey Knibbs        |
| 8  | Galles (bandiera)      | C     | Charlie Savage       |
| 9  | Inghilterra (bandiera) | A     | Kelvin Ehibhatiomhan |
| 10 | Inghilterra (bandiera) | A     | Sam Smith            |
| 14 | Zimbabwe (bandiera)    | C     | Tivonge Rushesha     |
| 17 | Ghana (bandiera)       | D     | Andy Yiadom          |
| 19 | Inghilterra (bandiera) | D     | Jayden Wareham       |

| N. |                          | Ruolo | Calciatore          |
| -- | ------------------------ | ----- | ------------------- |
| 20 | Galles (bandiera)        | C     | Chem Campbell       |
| 22 | Portogallo (bandiera)    | P     | Joel Pereira        |
| 24 | Nuova Zelanda (bandiera) | D     | Tyler Bindon        |
| 26 | Malta (bandiera)         | D     | Basil Tuma          |
| 27 | Senegal (bandiera)       | D     | Amadou Mbengue      |
| 28 | Guinea-Bissau (bandiera) | C     | Mamadi Camará       |
| 29 | Inghilterra (bandiera)   | C     | Lewis Wing          |
| 30 | Inghilterra (bandiera)   | D     | Andre Garcia        |
| 31 | Giamaica (bandiera)      | P     | Coniah Boyce-Clarke |
| 32 | Inghilterra (bandiera)   | D     | Nelson Abbey        |
| 37 | Nigeria (bandiera)       | C     | Adrian Akande       |
| 49 | Inghilterra (bandiera)   | D     | Emmanuel Osho       |